# Hémoglobine Barts
L'hémoglobine Barts, couramment abrégée Hb Barts, est une variante anormale d'hémoglobine constituée de quatre sous-unités γ-globine, c'est-à-dire qu'elle a pour formule γ4. Elle est assez peu soluble et s'accumule par conséquent dans les érythrocytes. Son affinité pour l'oxygène est très élevée, de sorte qu'elle ne libère pratiquement pas d'oxygène dans les tissus. Elle doit son nom au St Bartholomew's Hospital de Londres, surnommé St Barts, où elle a été découverte.
L'embryon en cours de développement commence à produire des sous-unités α à partir de la cinquième ou de la sixième semaine de gestation. Lorsque les deux gènes HBA1 et HBA2 qui codent ces sous-unités sont non-fonctionnels (thalassémie α), seules des sous-unités γ sont produites, qui s'associent pour former de l'hémoglobine Barts,. Dans les cas les plus sévères de thalassémie α, l'hémoglobine Barts est la seule présente dans la circulation sanguine. Dans ce cas, le fœtus développe un hydrops fœtal et meurt généralement avant ou peu après la naissance.
L'hémoglobine Barts étant plus abondante en cas de thalassémie α, la mesure de son taux peut aider à diagnostiquer cette maladie.